# Sedlecké skály
Sedlecké skály jsou přírodní památka v katastrálním území Sedlece a Suchdola. Chráněné území je ve správě Magistrátu hlavního města Prahy.
Jedná se o mohutné skalní defilé tvořené proterozoickými břidlicemi nacházející se na levém břehu Vltavy mezi severním okrajem Sedlce a přírodní rezervací Roztocký háj – Tiché údolí, na kterou přímo navazuje. Důvodem ochrany jsou proterozoické horniny a teplomilné skalní stepi, na kterých se vyskytuje řada chráněných a ohrožených druhů organizmů. Přírodní památka byla vyhlášena roku 1982 o výměře necelých 7,5 ha v nadmořské výšce 190–262 metrů.

## Lokalita
PP Sedlecké skály se nacházejí na severu Prahy, ohraničené z východu tokem Vltavy, ze severu přírodní rezervací Roztockým hájem-Tiché údolí a ze západu obcí Suchdol.
Jižní část území je mírně svažitá a lesnatá s převahou javorů, dubů a druhotného trnovníku akátu. Severní část je specifická ostrými skalními ochozy, které na svých horních plošinách mají stepní charakter. Nepřístupné rokle ve spodních částech území jsou silně zarostlé křovinami.

## Historie
První souvislé důkazy historického osídlení lze vystopovat až do starší doby kamenné. Obec Sedlec (bývalá cihelna) patří mezi nejvýznamnější pražské lokality nálezu paleoantropů (Homo sapiens sapiens neandertalensis) a to z data 250 000 let př. n. l. Zároveň paleontologické nálezy Sedleckých skal dokazují oblast jako významný koridor tahu zvířat a výskyt ohnišť důležitý v mnohonásobném osídlení tohoto vltavského břehu.
Trvalé osídlení se zemědělským hospodařením lze sledovat od počátku 5. stol. př. n. l. Díky dobrým podmínkám způsobilo rychle se rozvíjející zemědělství zánik původního lesa a to podmínilo nástup druhotného šíření xenotermních společenstvech. Do 50. let 20. století přetrvávaly v okolí PP Sedlecké skály převážně menší usedlosti se sady a pastvinami. Odchod obyvatel tak způsobil rychlé zarůstání teplomilných bylinných společenstev a dochází k transformaci teplomilných skupin keřů na teplomilnou doubravu. Převládají hlavně trnky obecné (Prunus spinosa) a trnovník akát (Robinia pseudoacacia), díky nimž zanikají původní travinná stepní společenstva, která jsou právě předmětem ochrany PP.
Za nejpůvodnější vegetaci lze považovat společenstvo skalních ostrohů, které díky špatnému přístupu mohly v minulosti sloužit jen jako občasná pastva pro kozy a ovce. Okolní vegetace byla jak v minulosti tak přítomnosti silně ovlivněna lidskou činností. Ve 20. stol. byla dolní část skal negativně ovlivněna výstavbou železničního koridoru.
PP Sedlecké skály byla zřízena roku 1982 Národním výborem hlavního města Prahy jako chráněný přírodní výtvor s cílem ochrany zdejších společenstev. Památka byla roku 2002 znovu přehlášena, parametry území však zůstaly nezměněny. 

## Přírodní poměry

### Geologie
Dominantním prvkem chráněného území je skalní defilé na levém břehu vltavského údolí. Geologický útvar je orientován východním směrem o sklonu 40° až 90° a je tvořen střídajícími se droby a břidlicemi kralupsko-zbraslavské skupiny z doby svrchního proterozoika.
Břidlice jsou slabě kontaktně metamorfovány činností magmatu. Proterozoické břidlice střídají na hřbetech rokle hliněné suti. Na horním okraji plošiny jsou přítomny nánosy hlinitého písku a spraší. Půdy na lokalitě se řadí k typu ranker a protoranker, na spraších se nachází spíše černozemě a sutě jsou charakteristické přechodem rankeru na oligotrofní hnědozem.

### Klimatické a hydrologické poměry

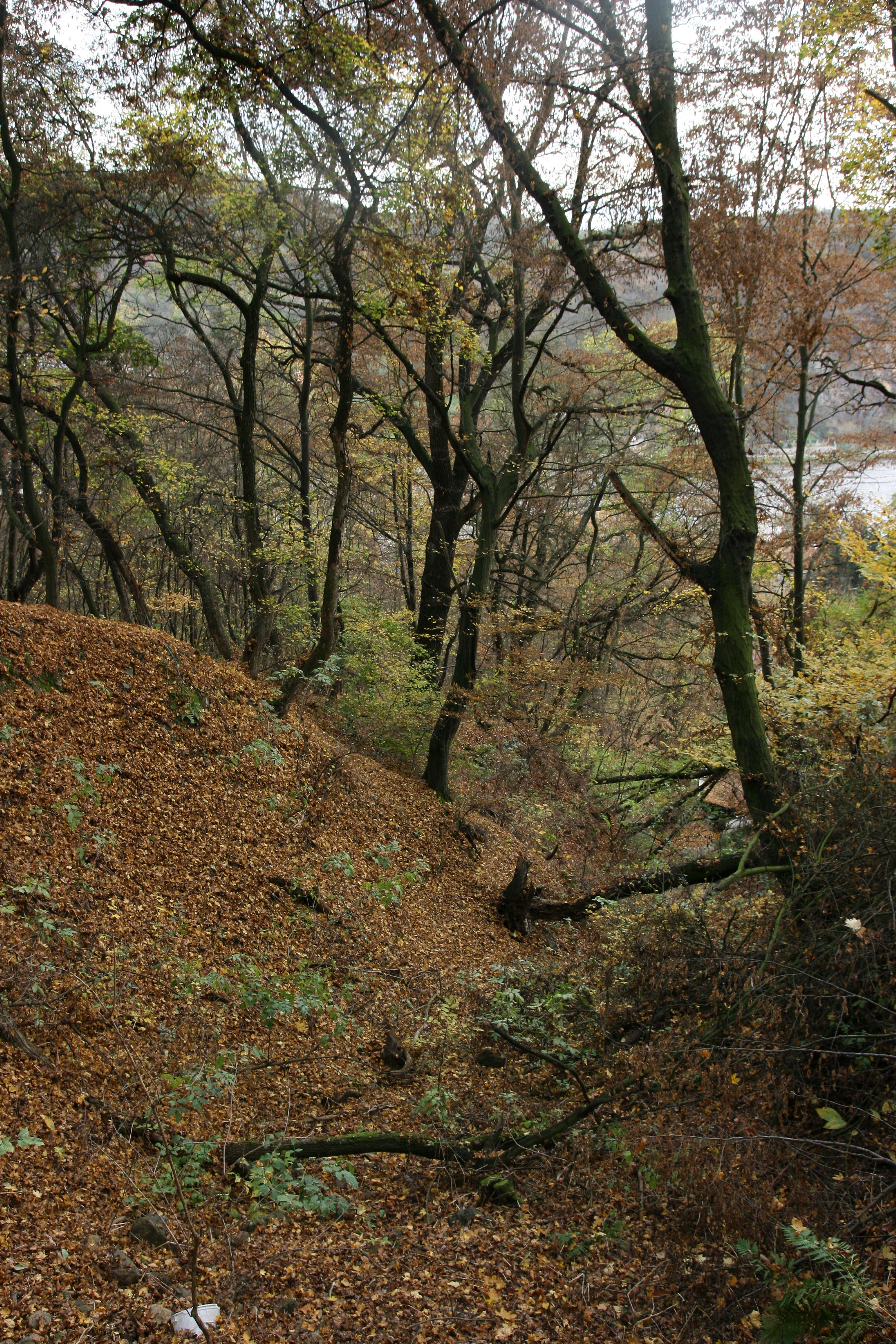
Údolí potůčku s výskytem mloka skvrnitého (Salamandra salamandra)

Klima je typické pro celé území Prahy, průměrná roční teplota je cca 9 °C. Roční úhrn srážek je 500 mm. 130 metrů nad chráněným územím v severní části pramení malý potůček, který tvoří průtokem v chráněném území množství tůněk, které jsou dnes osídleny mlokem skvrnitým (Salamandra salamandra).

### Flóra a mykologie
V dubnu a květnu se skalní ostrohy zbarví do žluta tařicí skalní (Aurinia saxatilis), která spolu s kostřavou sivou (Festuca pallens) a chmerkem vytrvalým (Scleranthus perennis) tvoří nejcennější společenstvo skalních stepí.
Na horních částech plošiny je v závětrných sprašových závějích přítomna v převaze kostřava walliská (Festuca valesiaca) a kavyly (Stipa capillata, S. joannis aj.). Toto společenstvo je však zachováno jen fragmentárně. Nepřístupné rokle jsou osídleny převážně křovinnou teplomilnou vegetací, např. hlohy (Crataegus sp.), růžemi (Rosa sp.), dřínem jarním (Cornus mas), jilmem habrolistým (Ulmus minor) či třemdavou bílou (Dictamnus albus). Vlivem druhotné sukcesi občasně přechází do teplomilných doubrav či dubohabřin ve vlhčích oblastech.
Z blízké zahrádkářské kolonie na okraji obce Suchdol sem byly pravděpodobně zavlečeny druhy jako jsou sněženka podsněžník (Galanthus nivalis), modřenec hroznatý (Muscari neglectum), narcis bílý (Narcissus poeticus) či ladoňka zářící (Scilla luciliae).
Dále se zde vyskytují chráněné druhy rostlin, mezi nejdůležitější patří křivatec český (Gagea bohemica) a koniklec luční český (Pulsatilla pratensis ssp. bohemica). Višeň křovitá (Cerasus fruticosa) je považována za nejvzácnější druh vyskytující se v této oblasti.
Vegetace je však na spoustě míst porušena sešlapem a zanesena množstvím odpadků. Z říše lupenatých hub je zajímavý výskyt vzácné špičky stepní (Marasmiellus carneopallidus), prašnatky kořínkaté (Gastrosporium simplex) či žaludice tuhé (Disciseda bovista).
Z průzkumu v letech 2002 a 2003 bylo zjištěno 66 druhů lišejníků a lichenózních hub včetně ještě 4 nových nepopsaných a 231 druhů cévnatých rostlin.

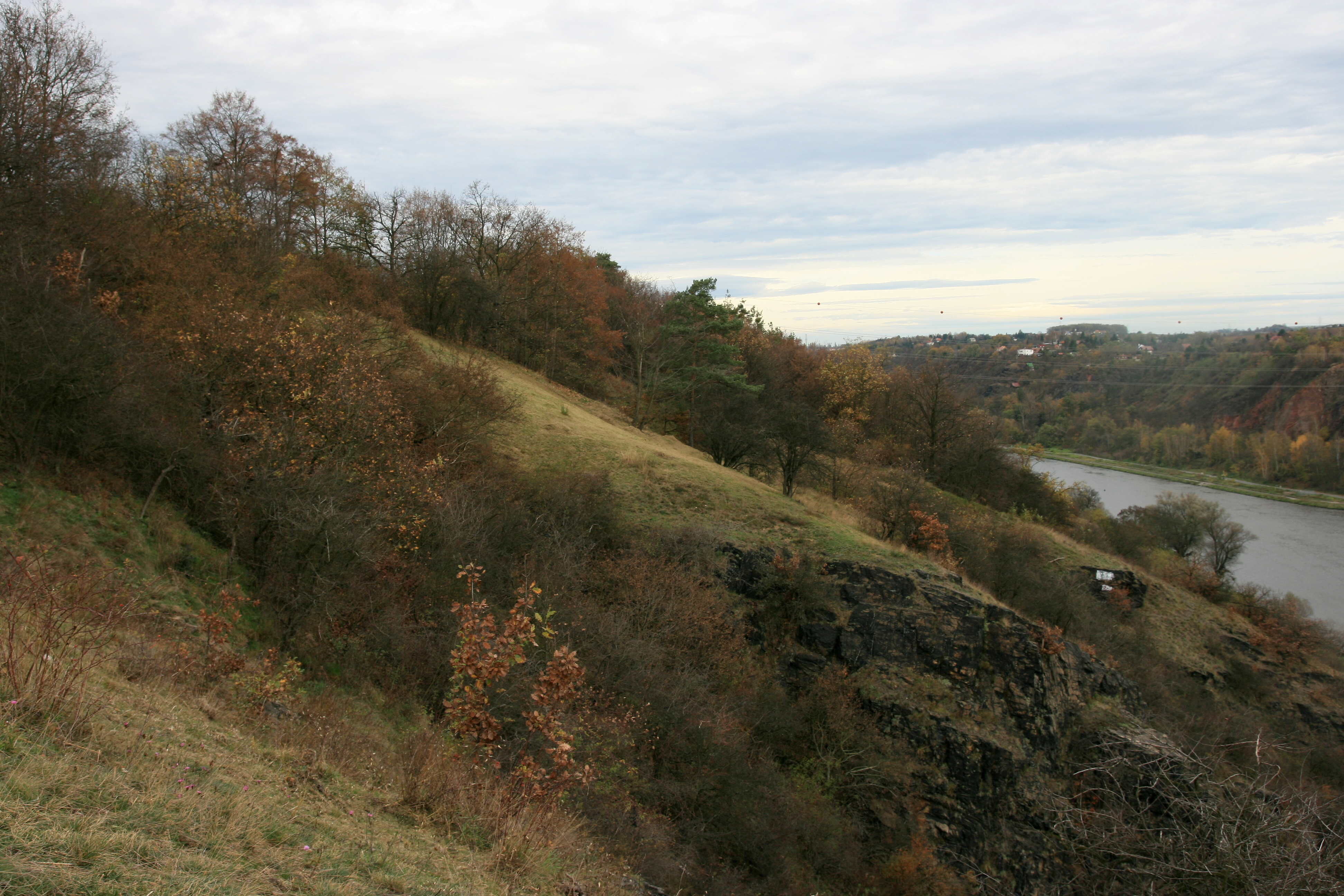
Skalní ochozy s teplomilnými trávníky

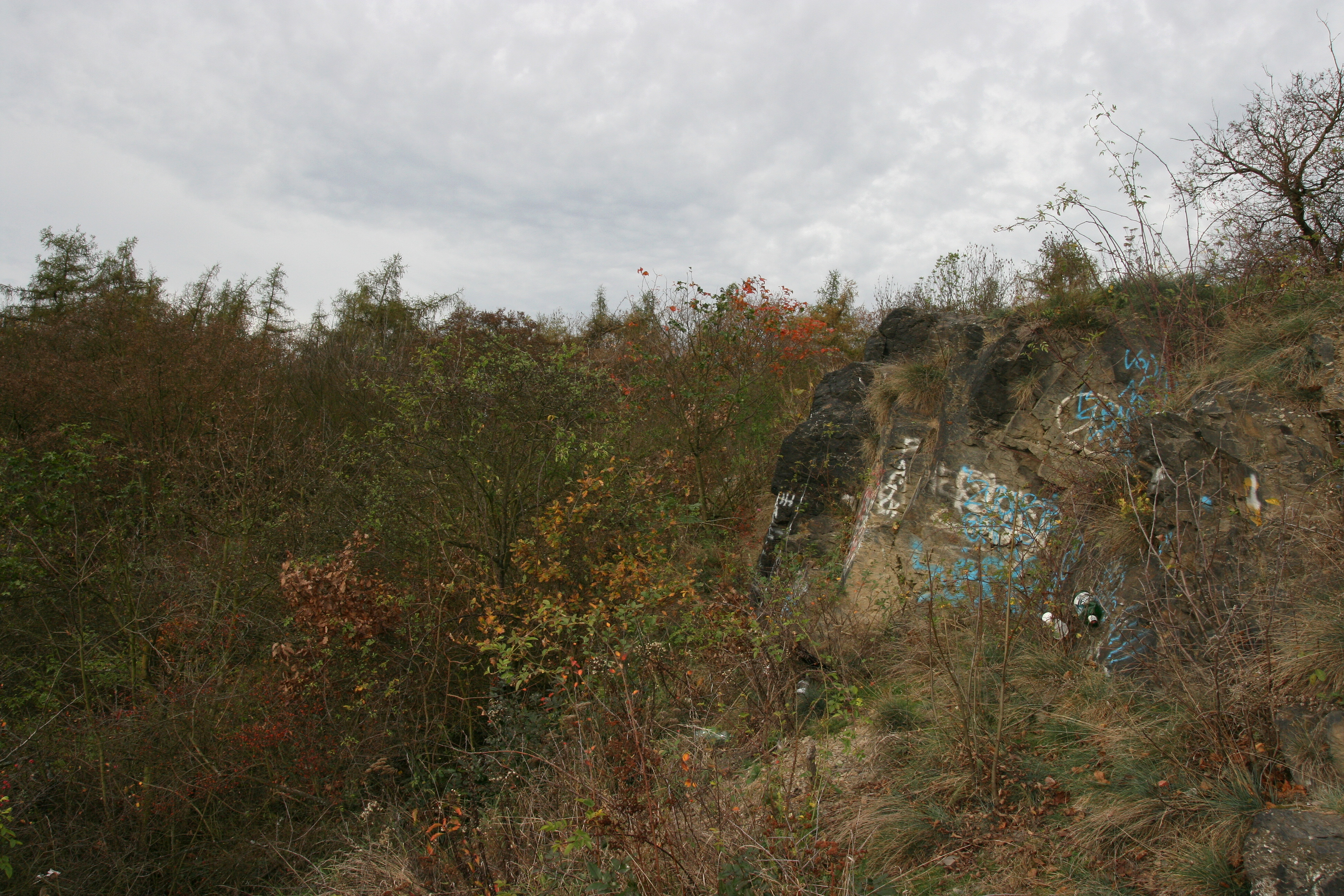
Vegetace je ohrožena sešlapem návštěvníků a odhazováním odpadků.

### Fauna
Nejdůležitějším výskytem je teplomilná fauna bezobratlých živočichů. Na místní sutě je vázán plž Oxychilus glaber a řada dalších (Granaria frumentum, Pupilla triplicata). Na teplomilných stepích nalezneme zástupce střevlíkovitých brouků Panageus bipustulatus a Cymindis axillaris, z mandelinkovitých např. Coptocephala rubicunda, z nosatcovitých Apion penetrans, Sitona inops. Mezi nejznámější patří teplomilní krasci Cylindromorphus bifrons a Cylindromorphus bohemicus (endemit z Čech). Druhý druh je endemický český brouk, jenž popsal roku 1933 prof. I. Obenberger v Troji. Vyjma pražské Troji byl tento endemit nalezen ještě na Kadaňsku a Žatecku. Dá se tu nalézt i vzácný hrotař Mordellistena dvoraki.
Blanokřídlé zastupuje samotářská včela Andrena nana a bodruška Cephus pulcher. Z motýlů je třeba zmínit vymírající druh okáče skalního (Chazara briseis), vřetenušku ligrusovou (Zygaena carniolica), modráska rozchodníkovitého (Scolitantides orion) a ostruháčka dubového (Neozephyrus quercus). Na pelyňku žije Coleophora artemisiella, který je v Čechách znám až od roku 1992.
Na Sedleckých skalách potkáme i zástupce pavouků a to konkrétně stepníka rudého (Eresus cinnaberinus) či běžníka Xysticus ninnii. Zároveň byl nalezen i nový druh pro Čechy - pavouk Mecopisthes dahli.
V severní části PP byly na přelomu roku 2008 a 2009 vybudovány malé tůňky s potůčky, které následující jaro osídlil mlok skvrnitý (Salamandra salamandra). Z ptactva nalezneme na lokalitě mnoho hnízdišť těchto druhů - převážně pěnice černohlavé (Sylvia atricapilla), pěnice pokřovní (Sylvia curruca), budníčka většího (Phylloscopus trochilus), budníčka menšího (Phylloscopus collybita), stehlíka obecného (Carduelis carduelis) apod.
Savce zastupuje neobvyklý výskyt myšky drobné (Micromys minutus).

## Ochrana
Hlavním cílem ochrany je zachování unikátních skalních společenstev a zároveň podpora regenerace teplomilných trávníků nacházejících se převážně na skalních výchozech. K tomu dochází díky pravidelným malým zásahům do vývoje lesních porostů a zároveň je nutno zabránit náletu nepůvodních dřevin. Jedná se převážně o trnovník akát (Robinia pseudoacacia).
V době parní železniční dopravy byla často vypalována vegetace ve spodní části skal a docházelo k imisím popílku. V posledních desetiletích však negativní vlivy parních lokomotiv ustaly a nahradily je zplodiny z automobilové dopravy. Od roku 2000 do roku 2003 byly v rámci přestavby místní železniční tratě čištěny stěny skal od vegetace. Posléze byly zajištěny z důvodu bezpečnosti sítěmi. Díky tomuto lidskému zásahu byla poškozena řada společenstev organizmů žijících na skalách.
Kolem území se nachází ochranné pásmo, které zahrnuje kromě lesní vegetace na svahu Vltavy ještě zahrádkářskou kolonii včetně hospodářské půdy ve východní části obce Suchdol.

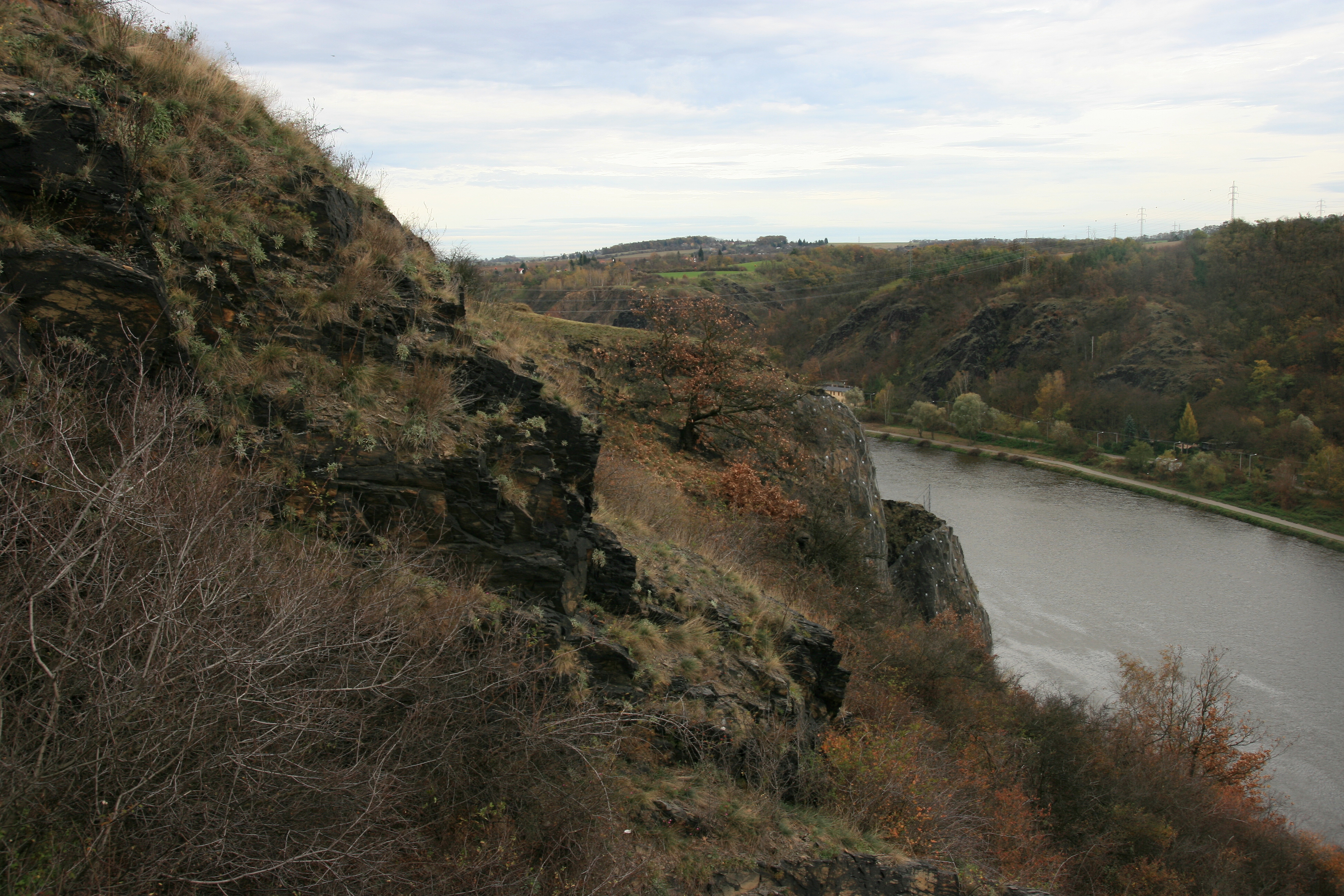
Východní pohled na Sedlecké skály, v pravé části skalního ochozu je vidět zajištění bezpečnostními sítěmi.

## Turismus
Po úpravě z roku 1975 vedla od roku 1982 okolo PP Sedlecké skály naučná stezka seznamující návštěvníky s místní florou, faunou, přírodními poměry a pravěkým osídlením. Byla rekonstruována v letech 1998 a 2006.